# Micrurus sangilensis
Micrurus sangilensis är en ormart som beskrevs av Nicéforo María 1942. Micrurus sangilensis ingår i släktet korallormar, och familjen giftsnokar. Inga underarter finns listade i Catalogue of Life.
Denna orm förekommer i departementen Santander och Boyacá i Colombia. Arten lever i bergstrakter mellan 1000 och 1750 meter över havet. Habitatet utgörs av fuktiga och torra tropiska bergsskogar. Arten besöker även kaffeodlingar och städernas kanter. Honor lägger ägg.
Beståndet hotas av skogarnas omvandling till jordbruksmark och till betesmarker. Några exemplar dödas av öns befolkning på grund av ormens giftiga bett. IUCN listar arten som sårbar (VU).